# Giovanni Domenico Anguillesi
Giovanni Domenico Anguillesi (Vicopisano, 28 aprile 1766 – Pisa, 5 aprile 1833) è stato un letterato italiano.

## Biografia
Cancelliere dell'università di Pisa (1824-1833), fu autore delle raccolte Poesie (1818) e Poesie sacre (1833) e del volume Notizie storiche dei palazzi e ville appartenenti all'J. e R. corona di Toscana (1815).
Alla morte di Maria Luisa Cicci ne curò la biografia per la sua raccolta di poesie postume, inoltre le dedicò alcune poesie, tra cui un sonetto incluso nella raccolta di poesie redatte al fine di onorare la sua memoria e i sonetti L'amore a sentimento e Alla cetra di Erminia Tindaride inclusi nella sua personale raccoltaPoesie (1807). 
Probabilmente era stato innamorato di lei.